# Dacota hesperia
Dacota hesperia är en insektsart som beskrevs av Philip Reese Uhler 1872. Dacota hesperia ingår i släktet Dacota och familjen ängsskinnbaggar. Inga underarter finns listade i Catalogue of Life.